# محطة كونلون
محطة كونلون (حروف صينية مبسطة: 昆仑站; حروف صينية تقليدية: 崑崙站; بن-ين: Kūnlún Zhàn) هي إحدى المحطات الصينية في أنتاركتيكا.
المحطة موجودة 4087 متر فوق مستوى سطح البحر 7.3 كلم جنوب غرب القمة أ وافتتحت رسميا في 27 يناير، 2009. إذا شيدت المحطة بالكامل من المقرر ان تغطي مساحة 558 متر مربع. المبنى الرئيسي، الذي يغطي 236 متر مربع، من المخطط ان يقام في نيسان 2009.

## وصلات خارجية
- PLATO -مرصد القمة أ الالي
- صور الافتتاح